# Chantal Bournissen
Chantal Bournissen (ur. 6 kwietnia 1967 w Arolla) – szwajcarska narciarka alpejska, mistrzyni świata.

## Kariera
Pierwszy sukces w karierze osiągnęła w 1984 roku, kiedy wystartowała na mistrzostwach świata juniorów w Sugarloaf. Wywalczyła tam brązowy medal w kombinacji. Na rozgrywanych rok później mistrzostwach świata juniorów w Jasnej trzecie miejsce zajmowała w zjeździe i slalomie.
Pierwsze punkty w zawodach Pucharu Świata wywalczyła 4 grudnia 1987 roku w Val d’Isère, zajmując dziesiąte miejsce w zjeździe. Na podium zawodów tego cyklu po raz pierwszy stanęła dzień później w tej samej miejscowości, wygrywając rywalizację w biegu zjazdowym. W zawodach tych wyprzedziła dwie reprezentantki RFN: Marinę Kiehl i Ulrike Stanggassinger. Łącznie 14 razy stawała na podium zawodów pucharowych, odnosząc przy tym jeszcze sześć zwycięstw: 16 grudnia 1990 roku w Meiringen była najlepsza w supergigancie, a 8 lutego 1991 roku w Garmisch-Partenkirchen, 16 marca 1991 roku w Vail, 14 grudnia 1991 roku w Santa Caterina, 19 grudnia 1992 roku w Lake Louise i 22 stycznia 1993 roku w Haus triumfowała w zjazdach. Najlepsze wyniki osiągnęła w sezonie 1990/1991, kiedy zajęła czwarte miejsce w klasyfikacji generalnej i drugie w klasyfikacji supergiganta. Ponadto w sezonie 1988/1989 była siódma w klasyfikacji generalnej, a w klasyfikacji zjazdu wywalczyła Małą Kryształową Kulę. Była też między innymi piąta w klasyfikacji kombinacji w sezonie 1989/1990.
W 1989 roku wystartowała na mistrzostwach świata w Vail, gdzie zajęła dwudzieste miejsce w zjeździe, a kombinacji nie ukończyła. Największy sukces w karierze osiągnęła podczas rozgrywanych dwa lata później mistrzostw świata w Saalbach-Hinterglemm, gdzie zwyciężyła w kombinacji. Pokonała tam Austriaczkę Ingrid Stöckl i swą rodaczkę, Vreni Schneider.  Był to jednak jej jedyny medal wywalczony na międzynarodowej imprezie tej rangi. Na tych samych mistrzostwach była też piąta w supergigancie i czwarta w zjeździe, gdzie walkę o podium przegrała o 0,09 sekundy ze Swietłaną Gładyszewą z ZSRR. Była też dziesiąta w kombinacji na mistrzostwach świata w Morioce w 1993 roku. W 1988 roku wystartowała na igrzyskach olimpijskich w Calgary, kończąc zjazd na jedenastej pozycji. Podczas igrzysk w Albertville cztery lata później zajęła czwarte miejsce w kombinacji. Tym razem w walce o brązowy medal lepsza okazała się Francuzka Florence Masnada, wyprzedzając Szwajcarkę o 3,6 pkt. Brała też udział w igrzyskach olimpijskich w Lillehammer w 1994 roku, gdzie w swoim jedynym starcie nie ukończyła rywalizacji w supergigancie.
W 1995 roku zakończyła karierę.

## Osiągnięcia

### Igrzyska olimpijskie
| Miejsce | Dzień     | Rok  | Miejscowość | Konkurencja | Czas biegu | Strata     | Zwyciężczyni       |
| ------- | --------- | ---- | ----------- | ----------- | ---------- | ---------- | ------------------ |
| 11.     | 19 lutego | 1988 | Calgary     | Zjazd       | 1:25,86    | +1,60      | Marina Kiehl       |
| 4.      | 13 lutego | 1992 | Albertville | Kombinacja  | 2,55 pkt   | +22,43 pkt | Petra Kronberger   |
| DNF     | 15 lutego | 1992 | Albertville | Zjazd       | 1:52,55    | -          | Kerrin Lee-Gartner |
| DNF     | 18 lutego | 1992 | Albertville | Supergigant | 1:21,22    | -          | Deborah Compagnoni |
| DNF     | 15 lutego | 1994 | Lillehammer | Supergigant | 1:22,15    | -          | Diann Roffe        |

### Mistrzostwa świata
| Miejsce | Dzień       | Rok  | Miejscowość | Konkurencja | Czas biegu | Strata     | Zwyciężczyni     |
| ------- | ----------- | ---- | ----------- | ----------- | ---------- | ---------- | ---------------- |
| DNF     | 2 lutego    | 1989 | Vail        | Kombinacja  | 5,65 pkt   | -          | Tamara McKinney  |
| 20.     | 5 lutego    | 1989 | Vail        | Zjazd       | 1:46,50    | +2,69      | Maria Walliser   |
| 1.      | 26 stycznia | 1991 | Saalbach    | Zjazd       | 1:29,12    | +0,60      | Petra Kronberger |
| 5.      | 29 stycznia | 1991 | Saalbach    | Supergigant | 1:08,72    | +0,54      | Ulrike Maier     |
| 1.      | 31 stycznia | 1991 | Saalbach    | Kombinacja  | 26,45 pkt  | -          | -                |
| 10.     | 5 lutego    | 1993 | Morioka     | Kombinacja  | 3,39 pkt   | +54,41 pkt | Miriam Vogt      |

### Mistrzostwa świata juniorów
| Miejsce | Dzień     | Rok  | Miejscowość | Konkurencja | Czas biegu | Strata | Zwyciężczyni       |
| ------- | --------- | ---- | ----------- | ----------- | ---------- | ------ | ------------------ |
| 3.      | 3 marca   | 1984 | Sugarloaf   | Kombinacja  | ?          | ?      | Veronika Wallinger |
| 3.      | 28 lutego | 1985 | Jasná       | Zjazd       | 1:22,12    | +0,42  | Astrid Geisler     |
| 3.      | 3 marca   | 1985 | Jasná       | Slalom      | 1:40,47    | +0,52  | Anita Wachter      |

### Puchar Świata

#### Miejsca w klasyfikacji generalnej
- sezon 1987/1988: 34.
- sezon 1988/1989: 23.
- sezon 1989/1990: 42.
- sezon 1990/1991: 4.
- sezon 1991/1992: 18.
- sezon 1992/1993: 18.
- sezon 1993/1994: 93.
- sezon 1994/1995: 46.

#### Miejsca na podium w zawodach
1. Val d’Isère – 5 grudnia 1987 (zjazd) – 1. miejsce
2. Steamboat Springs – 24 lutego 1989 (zjazd) – 3. miejsce
3. Meiringen – 16 grudnia 1990 (supergigant) – 1. miejsce
4. Morzine – 21 grudnia 1990 (zjazd) – 2. miejsce
5. Bad Kleinkirchheim – 6 stycznia 1991 (zjazd) – 3. miejsce
6. Garmisch-Partenkirchen – 8 lutego 1991 (zjazd) – 1. miejsce
7. Furano – 24 lutego 1991 (zjazd) – 2. miejsce
8. Lake Louise – 9 marca 1991 (zjazd) – 2. miejsce
9. Vail – 15 marca 1991 (zjazd) – 3. miejsce
10. Vail – 16 marca 1991 (zjazd) – 1. miejsce
11. Santa Caterina – 14 grudnia 1991 (zjazd) – 1. miejsce
12. Grindelwald – 1 lutego 1992 (zjazd) – 3. miejsce
13. Lake Louise – 19 grudnia 1992 (zjazd) – 1. miejsce
14. Haus – 22 stycznia 1993 (zjazd) – 1. miejsce